# Скупчення Птоломея
Скупчення Птоломея (також відоме як M7, Мессьє 7 та NGC 6475) — розсіяне скупчення в сузір'ї Скорпіона.

## Історія відкриття
Скупчення було відомо Клавдію Птолемею, який описав його в 130 році до н. е. як туманність. Джованні Баттіста Годіерна спостерігав скупчення до 1654 а і нарахував у ньому 30 зірок. Шарль Мессьє вніс скупчення в каталог у 1764 році і потім включив його до свого списку кометоподобних об'єктів як М7.

## Цікаві характеристики
Скупчення налічує близько 80 зірок до десятої зоряної величини і має кутовий діаметр 1,3 градуса. Відстань до скупчення оцінюється в 800—1000 світлових років, що відповідає діаметру в 18-25 світлових років. Вік скупчення близько 220 мільйонів років. Найяскравіша зірка має видимий блиск 5,6  m .

## Спостереження

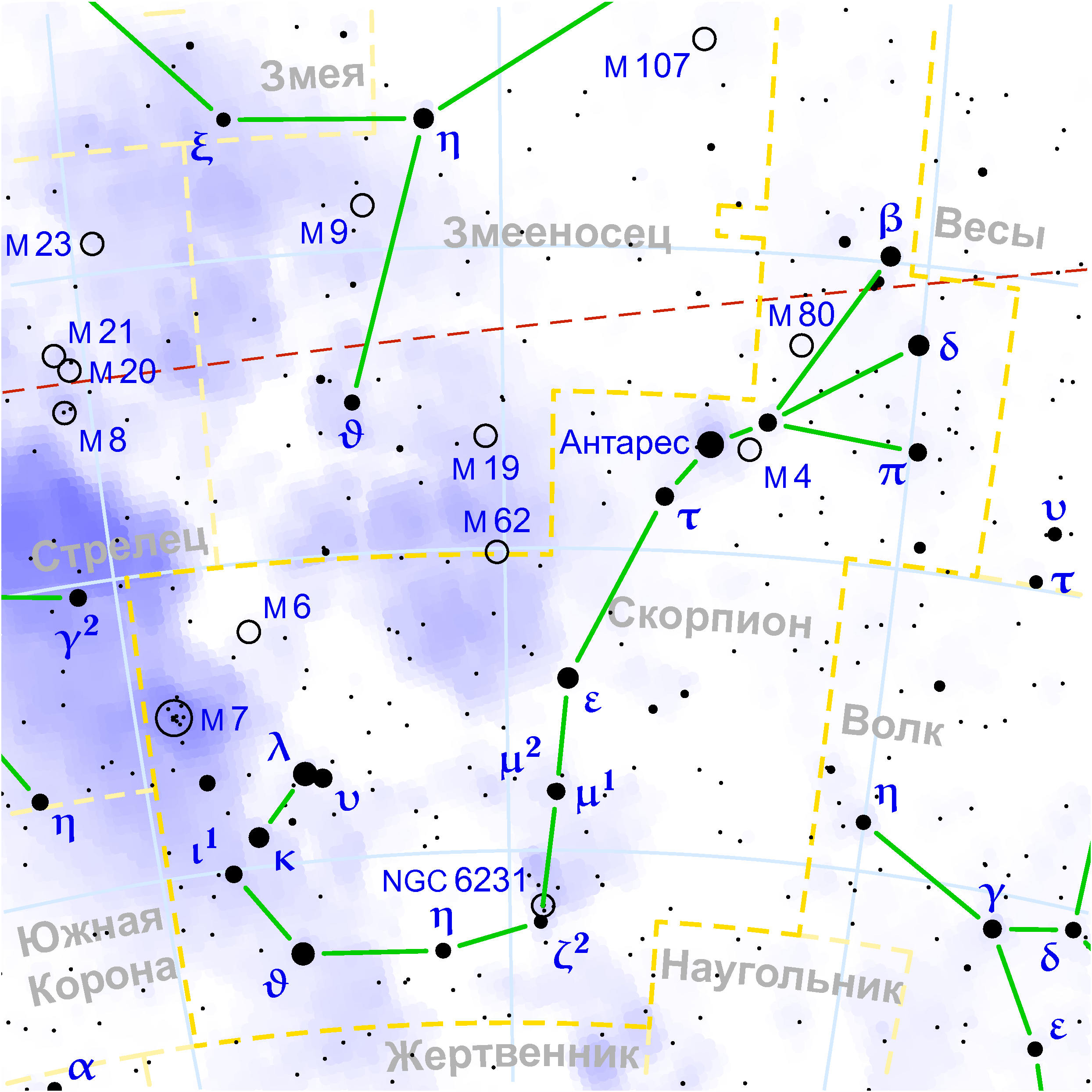
Скупчення Птоломея в сузір'ї Скорпіона

Це літнє розсіяне скупчення у вигляді як би «відірваної від Чумацького Шляху хмарки» висить над хвостом Скорпіона. Південніше (Кавказ, Чорноморське узбережжя і т. д.) це скупчення — відмінний об'єкт для спостережень в найскромніші аматорські телескопи і навіть біноклі. Вже при апертурі телескопа 70 мм це розсіяне скупчення розпадається на багато десятків блакитно-білих зірок розкиданих по полю зору в один градус. Зірки складаються в ланцюжки, що утворюють хрестоподібний малюнок з виразним квадратом в центрі. За допомогою телескопа з апертурою від 250—350 мм у межах цього скупчення можливо спостерігати слабке фонове кулясте скупчення (NGC 4653 на західній периферії), пару розсіяних скупчень (Tr 30, NGC 6444), темну пилову туманність (B283) і кілька планетарних туманностей (PK 356-4.1, PK 355-4.2, PK 355-4.1).

### Сусіди по небу з каталогу Мессьє
- M6 — (на північний захід) розсіяне скупчення «Метелик», також помітне неозброєним оком;
- M8 і M20 — (на північний схід, у Стрільці) яскраві дифузні туманності «Лагуна» та «трироздільна»;
- M62 — (на північний схід) не дуже яскраве кулясте скупчення на південному кордоні Змієносця.

### Послідовність спостереження в «Марафоні Мессьє»
… М20 → М21 →М7 → М6 → М22 …

## Навігатори
Координати:  17г 53.9м 00с, −34° 49′ 00″